# Benz Rennwagen
Il termine Benz Rennwagen identifica una piccola famiglia di autovetture da competizione prodotte dal 1899 al 1902 dalla Casa automobilistica tedesca Benz & Cie..

## Profilo e caratteristiche
Negli ultimissimi anni del XIX secolo i buoni dati di vendita della Benz Velo facevano ben sperare nell'avvenire della Casa di Mannheim. Karl Benz, tradizionalmente refrattario a qualsiasi innovazione in campo automobilistico, nonché refrattario alle competizioni fra autovetture, avrebbe lasciato che le cose andassero in quel modo, se non fosse stato per gli altri vertici dell'azienda, oramai convertita in società per azioni, i quali vedevano nelle competizioni un ottimo vettore pubblicitario per la Casa stessa. Lo stesso Benz dovette arrendersi all'evidenza: l'ingresso della sua azienda nel mondo agonistico avrebbe potuto dare buoni frutti.

Fu così che nel 1899 venne realizzata una vettura da gara chiamata appunto Rennwagen, come del resto venivano chiamate anche molte vetture da competizione realizzate da altri marchi tedeschi fra gli ultimi anni dell'Ottocento e il primo decennio del Novecento. Tale vettura sancì l'esordio della Benz & Cie. nel mondo delle competizioni.

### La primaRennwagen
La prima Rennwagen di Benz (vedi foto) è stata la capostipite di una piccola serie di autovetture da competizione prodotte nel primo decennio del Novecento. Essa montava un bicilindrico boxer da 2280 cm³, nato dall'accoppiamento di due monocilindrici da 1140 cm³ utilizzati sulla Benz Ideal nello stesso periodo. Tale bicilindrico era alimentato tramite un carburatore a getto ed erogava una potenza massima di 8 CV a 750 giri/min. Il cambio era manuale a 4 marce, collegato al motore mediante una cinghia. Motore e cambio erano fissati ad un telaio in lamiera stampata da 1,9 m di interasse, sul quale venivano fissate quattro ruote in legno come quelle utilizzate dall'artiglieria militare dell'epoca.

Questa vettura, pilotata da Fritz Held, vinse la corsa Francoforte-Colonia alla velocità media di 22.5 km/h. Una versione di questa vettura, con potenza portata a 12 CV, venne pilotata nuovamente da Fritz Held in occasione della Innsbruck-Monaco, dove giunse secondo. Stesso piazzamento anche nella Berlino-Lipsia.

### La secondaRennwagen

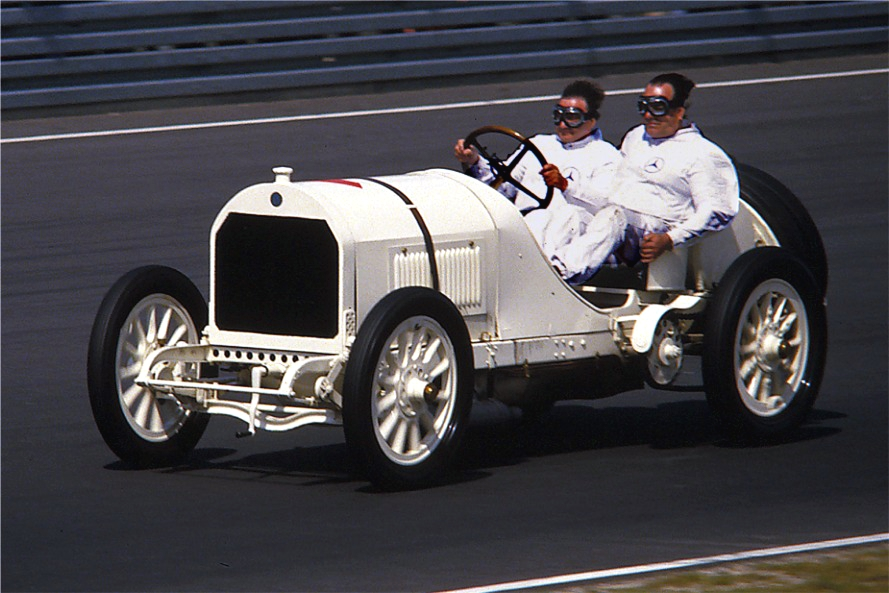
La Benz Rennwagen del 1908

La prima evoluzione della Rennwagen si ebbe nel 1900, quando il motore standard venne portato da 8 a 10 CV, stavolta erogati a 1000 giri/min, con risultati minori. Ma quando lo stesso motore, alla fine dello stesso anno, venne portato a 16 CV a 1200 giri/min, la vettura conquistò un significativo secondo posto in un rally in montagna nei pressi di Eisenach, pilotata da Fritz Scarisbrick alla media di 30,1 km/h.

### La terzaRennwagen
La successiva evoluzione della Rennwagen, anch'essa nata alla fine del 1900, vide l'adozione di un nuovo 4 cilindro da 5440 cm³ di cilindrata. La potenza massima raggiungeva 20 CV.

### AltreBenz Rennwagen
Il nome Rennwagen è stato reintrodotto nel 1908 per identificare una Benz da competizione dotata di un grosso motore 4 cilindri da ben 15095 cm³ di cilindrata, con distribuzione ad asse a camme laterale e capace di erogare una potenza massima di 158 CV a 1500 giri/min. Con un rapporto di trasmissione adeguato la velocità massima raggiungeva ben 184 km/h, un dato assai notevole per quegli anni.